# Hoplr
 (mai 2020).
Hoplr est un réseau social privé pour les quartiers en Belgique, aux Pays-Bas et au Luxembourg. Le siège social de la société est situé à Lokeren. La plateforme est active depuis 2014 et se concentre sur l'interaction sociale entre voisins et l'engagement dans le quartier,. Les voisins peuvent échanger des choses ou des services, trouver des babysitters, lancer des initiatives, faire des signalements et publier des activités dans le calendrier du quartier.

## Contexte
Hoplr a été lancé en Belgique par l’ingénieur de logiciel Jennick Scheerlinck et le concepteur de produits Jonas Heirwegh en tant qu'entreprise sociale pour connecter les gens entre eux et avec leur quartier. Le nom «Hoplr» est dérivé du terme anglais «city hopping».
En 2016, Hoplr a reçu un investissement financier de Quaeroq pour se développer en Belgique et aux Pays-Bas. Lors d'une deuxième augmentation de capital en 2018, Belfius a également pris une participation minoritaire dans Hoplr. En décembre 2019, 500.000 ménages dans 1.800 quartiers différents utilisent le réseau social[réf. nécessaire].

## Fonctions
Les habitants ont accès à leur quartier sur la base de leur adresse et d'un code de quartier. Ils doivent s'inscrire sous leur vrai nom. Les utilisateurs enregistrés peuvent envoyer des messages à leurs voisins dans un groupe de voisinage fermé via le site Web ou leur smartphone avec iOS ou Android. En tant qu'entreprise belge, Hoplr est conforme à la législation européenne GDPR .

## Autorités locales
Depuis avril 2017, les utilisateurs peuvent également recevoir des messages des gouvernements et services locaux. Une centaine d’administrations locales belges et néerlandaises sont affiliées.[réf. nécessaire]

## Modèle de revenu
Hoplr fournit des licences à des parties telles que les autorités locales, les services publics, les sociétés intercommunales et les organisations du secteur public. Ces autorités peuvent communiquer de manière orientée vers les quartiers via un tableau de bord payant. Ainsi, les habitants sont informés des événements pertinents tels que les travaux routiers ou la collecte des déchets. Le tableau de bord est également utilisé pour la participation citoyenne,.